# Sportåret 1801

## Händelser

### Boxning

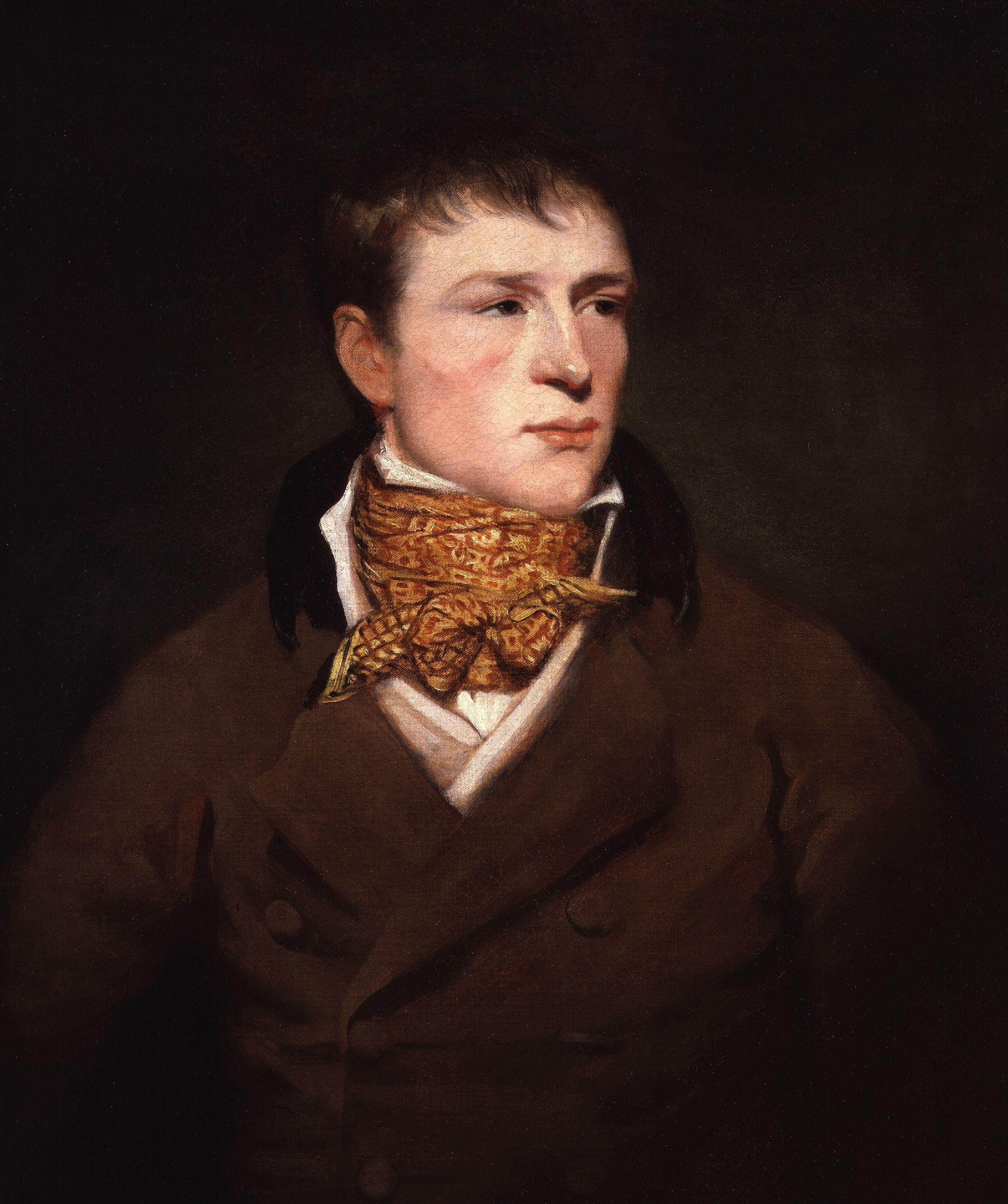
Jem Belcher.

- 13 juli – Jem Belcher besegrar Joe Berks i Wimbledon och försvarar därmed sin engelska mästerskapstitel i tungvikt. Matchen varar i 19 minuter.[1]

- 25 november – Jem Belcher besegrar återigen Joe Berks, denna gång i Hurley Bottom, och försvarar därmed sin engelska mästerskapstitel i tungvikt. Matchen varar i 25 minuter över 16 ronder.[1]